# Hans Posse
Hans Posse, né à Dresde le 6 février 1879 et mort à Berlin le 7 décembre 1942, est un historien de l'art allemand et conservateur de musée, notamment représentant spécial d'Hitler pour la constitution de sa collection artistique établie à Linz, au Führermuseum.

## Biographie
Hans Posse fréquente le lycée de la Saint-Croix de Dresde puis effectue son service militaire. Il étudie ensuite l'histoire et la philologie allemande à l'université de Marbourg. En 1900, il change de discipline et choisit l'histoire de l'art, qu'il apprend auprès de Max Dvořák, Aloïs Riegl, Julius von Schlosser et Franz Wickhoff à l'université de Vienne. Il écrit sa thèse de doctorat sous la direction de ce dernier.
Il commence sa carrière à la Gemäldegalerie de Berlin, puis au Kaiser-Friedrich-Museum. Il est nommé directeur de la Gemäldegalerie de Dresde en 1910.
En 1922, il dirige l'organisation du Pavillon allemand lors de la Biennale de Venise. Il s'agit de la première exposition internationale d'après-guerre où l'Allemagne est invitée. Posse expose l'art contemporain de l'époque incluant Lovis Corinth, Max Slevogt, Oskar Kokoschka ou encore Ernst Barlach.
En 1931, il prend la direction de la Galerie Neue Meister de Dresde.
Après janvier 1933, le NSDAP, arrivé au pouvoir, lance une campagne de dénigrement contre Posse et ses choix artistiques. Il tente d'adhérer au parti en décembre suivant mais sa demande est rejetée en juin 1934. 
En décembre 1937, 56 œuvres, sur 310, acquises par Posse, considérées comme étant de l'art dégénéré, sont retirées des cimaises de la Galerie Neue Meister. Le 7 mars 1938, il est licencié. Mais, coup de théâtre, lors de la visite de Hitler et de Martin Bormann à Dresde le 18 juin suivant, Posse parvient à s'entretenir avec le chancelier : ce dernier, sans doute conseillé par le marchand Karl Haberstock (en) (1878-1956), après avoir visité le musée, le fait réhabiliter dans ses fonctions.
Le 20 juin 1939, Posse est invité au Berghof : Hitler lui propose de devenir l'acquéreur principal des œuvres destinées au futur Führermuseum de Linz. Le travail consiste à sélectionner des œuvres parmi les collections confisquées, publiques et privées, des pays envahis ou annexés, mais aussi d'en acheter, bien souvent par le biais de la vente forcée. 
Fort d'une cassette personnelle de 500 000 reichsmarks — un compte ouvert à son nom à la Banque de crédit du Reich – équivalent à 10 millions de francs de l'époque, Posse dispose non seulement de moyens pour acquérir directement des œuvres mais aussi de nombreux agents, collaborateurs ou rabatteurs, plus ou moins experts en art, qui transitent à travers l'Europe afin d'identifier des œuvres : son équipe prend le nom de Sonderauftrag Linz (« Mission spéciale Linz »). Parmi ceux-ci, Philippe de Hesse-Cassel, sert de lien avec l'Italie où il réside, et des accords sont signés avec Benito Mussolini. Un autre agent est Hildebrand Gurlitt, qui se constituera sa propre collection, largement issue de biens spoliés. 
Posse, entre octobre 1940 et novembre 1941, se rend trois fois en France, et y retrouve Haberstock : 62 œuvres y seront sélectionnées par les deux hommes et partiront pour l'Allemagne. Le premier séjour de Posse à Paris, à l'hôtel Ritz, fut essentiellement consacré aux biens artistiques juifs saisis. Le directeur du musée d’Histoire de l’art à Vienne, Fritz Dworschak, qui s’était rendu en France à l’été 1940 en tant que membre du « Comité pour la récupération des œuvres d’art volées par les Français à Allemagne depuis 1794 », lui avait signalé le manque d’un contrôle central. Le deuxième séjour le mène en zone libre, du côté de Nice : Posse y inspecta l'achat de la collection du galeriste Paul Graupe par le biais d'Arthur Goldschmidt (1891-1960),.
Le Sonderauftrag Linz entre très tôt en compétition avec le Einsatzstab Reichsleiter Rosenberg (EER) : le 18 novembre 1940, Hitler signe un Führerbefehl, décret rendant prioritaires les acquisitions du Führermuseum.
Lors d'un rapport fait à Bormann en mars 1941, Posse établit à 8 522 348 de reichsmarks la somme dépensée pour l'acquisition d'œuvres.
Après sa mort, il est remplacé à son poste par Hermann Voss.